# Shishi odoshi

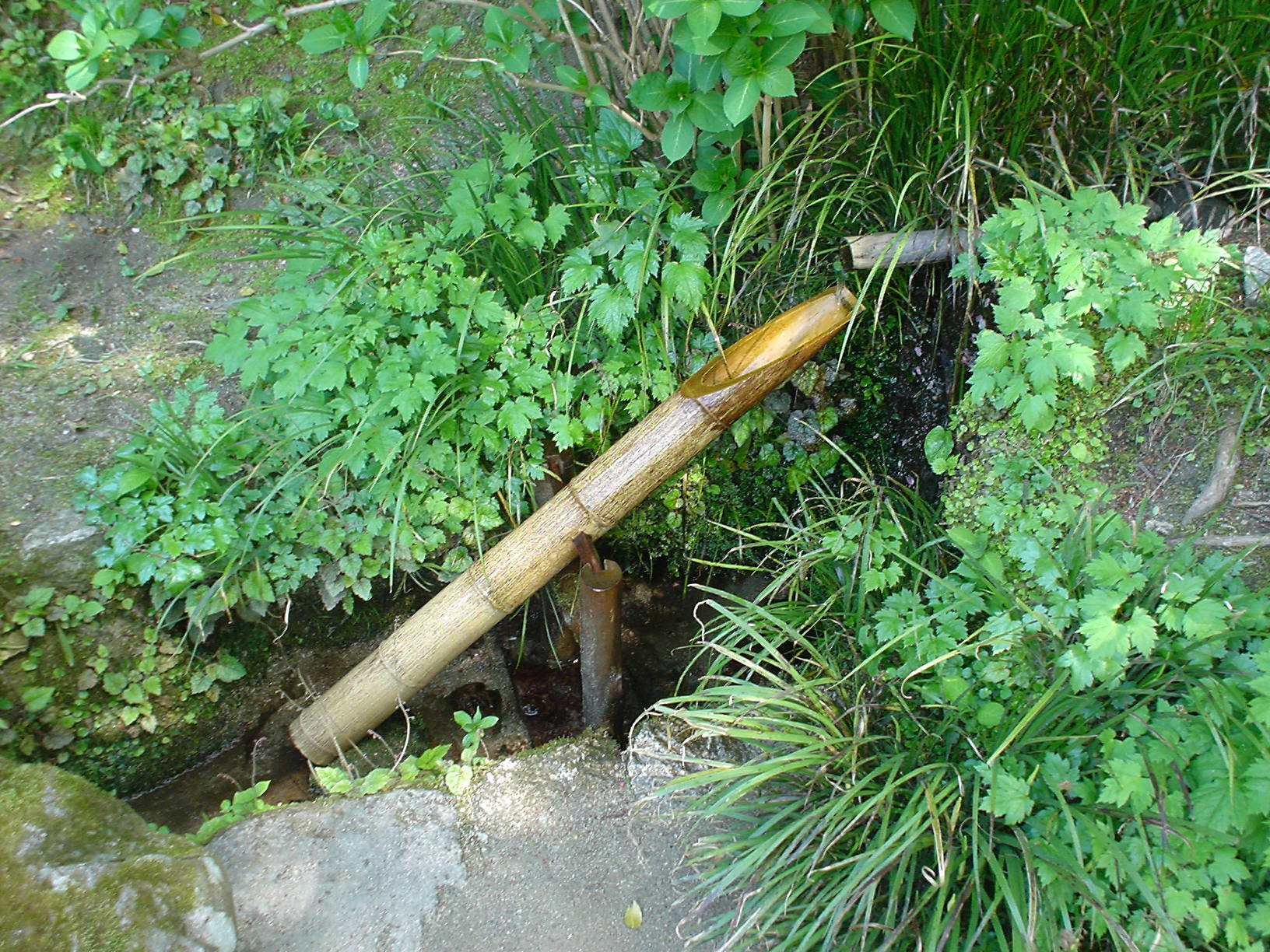
Sōzu, Shishi Odoshi, nel tempio Shisendō a Kyōto

Shishi odoshi (ししおどし? letteralmente "spaventare i cervi") designa una categoria di dispositivi atti ad allontanare gli animali (uccelli, cervi) dalle coltivazioni. Il più noto è il Sōzu (そうず?) che, soprattutto in occidente, viene spesso definito shishi odoshi mentre in Giappone con quest'ultimo termine si definisce tutta la categoria che comprende anche gli spaventapasseri. 

## Descrizione
Si tratta di una canna di bambù basculante collegata con un perno a un paletto di bambù infisso verticale nel terreno. Un getto d'acqua riempie periodicamente la parte mobile che per il peso ruota verso il basso, scaricando l'acqua che si è accumulata all'interno. Alleggerita del peso dell'acqua, la canna ritorna alla posizione originaria, mentre l'estremità percuote una pietra producendo un suono secco.

## Uso
Originariamente il dispositivo era atto a spaventare gli animali in modo da preservare il raccolto.
Il dispositivo è ormai diventato ornamentale perdendo la sua primitiva funzione. Il più noto è forse quello che si trova nel giardino del tempio Shisendo a Kyōto. La pietra posta alla base è stata consumata dallo sbattere periodico dell'elemento mobile e l'incavo che si è formato denota il secolare uso del dispositivo che fa da cornice sonora all'immobile bellezza del giardino.